# Parlamento del Pakistan
Il Parlamento del Pakistan, nell'ordinamento della Repubblica del Pakistan, è l'organo costituzionale cui è attribuito l'esercizio della funzione legislativa. Ha una struttura di tipo bicamerale, componendosi dell’Assemblea Nazionale e del Senato, come contemplato al Titolo III, Capitolo II della Costituzione del Pakistan, redatta nel 1973.

## Composizione e rappresentanza
Si compone di 100 senatori e 342 rappresentanti. L'organo, garantisce al Senato una rappresentanza eguale, con 23 senatori per ogni provincia, più 4 senatori che rappresentano il Territorio della capitale Islamabad, mentre, all’Assemblea Nazionale, una rappresentanza eguale per ogni circoscrizione.

## Funzioni e mandato
Il Parlamento ha ampie funzioni di supervisione e ha il potere di istituire commissioni composte dai suoi membri per esaminare i disegni di legge e la condotta dei funzionari governativi.
Prima che qualsiasi disegno di legge possa diventare legge, deve essere approvato sia dall’Assemblea che dal Senato e ricevere il consenso del presidente. Se il presidente ritarda o rifiuta l'assenso (veto) del disegno di legge, il Parlamento può annullarlo.